# 안광한
안광한(1956년 8월 27일 ~ )은 대한민국의 언론인이며 제32대 문화방송 前 대표이사 사장이다.

## 학력
- 남해초등학교
- 대아중학교
- 진주고등학교
- 고려대학교 신문방송학과 학사
- 한양대학교 대학원 방송영상학과 석사

## 경력
- 1982년 : 문화방송 제작 프로듀서 입사
- 1986년 : 문화방송 교양제작국 기획제작부
- 1997년 ~ 1998년 : 문화방송 편성국 영화팀장
- 1998년 ~ 2000년 : 문화방송 편성실 TV편성부장
- 2000년 ~ 2003년 : 문화방송 편성국 편성기획부 부장
- 2003년 ~ 2006년 : 문화방송 편성국 부국장
- 2006년 ~ 2010년 : 문화방송 편성국 국장
- 2010년 ~ 2011년 : 문화방송 편성본부 본부장, 이사
- 2011년 ~ 2013년 : 문화방송 부사장,이사
- 2013년 ~ 2014년 : MBC플러스미디어 대표이사 사장
- 2014년 2월 ~ 2017년 2월 : 문화방송 대표이사 사장
- 2014년 7월 ~ 2016년 7월 : 한국언론진흥재단 비상임이사
- 2014년 7월 ~ 2016년 7월 : 서울드라마어워즈 조직위원회 위원장
- 2014년 7월 ~ 2016년 7월 : 제20대 한국방송협회 회장
- 2015년 6월 ~ 2016년 7월 : 한류기획단 공동단장

## 수상 경력
- 2014년 제20회 장한 고대언론인상